# 棠下西江铁路大桥
棠下西江铁路大桥，建設时曾用名西江特大斜拉桥、南沙港铁路跨西江特大桥，位于中华人民共和国广东省江门市蓬江区滨江新区的一座双线铁路桥，一座公铁两用桥。是南沙港铁路跨越西江的重点控制性工程，采用钢箱混合梁双塔斜拉桥设计，主跨600米，是世界上跨度最大的钢箱混合梁双线铁路斜拉桥。于2016年11月30日正式开工建设，2021年12月31日建成通车。

## 设计
大桥全长1117.5米，跨径布置为2×57.5+172.5+600+4×57.5米，为钢箱混合双主梁结构。主桥采用H型桥搭，156号（西岸）、157号（东岸）桥塔分别高208米、200米，其中东桥塔分35个节段，共浇筑混凝土16634.5立方米，消耗钢筋3072.3吨，设计可抵御12级台风、9级地震以及10万吨级船舶的撞击。全桥共有192根斜拉索，每2根组成一对，共有96对，呈扇形布置。

## 建设历程
2016年11月28日，157号主墩桩基开钻，最大水深21米，钻孔深度92米，单个承台混凝土浇筑量为9870立方米。大桥正式进入实体施工阶段。2018年9月，主桥桩基和承台施工基本完成。2020年3月15日，大桥西岸156号主塔开始挂索施工，首根作业的斜拉索长109.6米，由直径7毫米锌铝混合稀土合金镀层平行钢丝组成。2020年3月18日，大桥东岸157号主塔成功封顶。2020年5月6日，大桥西岸156号主塔顺利封顶。2020年7月22日，大桥斜拉索全部挂设完成。2020年8月12日，西江大桥成功合龙。2021年2月2日，大桥进入主塔涂装和桥面附属工程施工阶段。2021年12月31日，大桥随南沙港铁路建成通车。